# Завадское
Зава́дское (укр. Завадське) — село,
Александровский сельский совет,
Золочевский район,
Харьковская область, Украина.
Код КОАТУУ — 6322680502. Население по переписи 2001 года составляет 152 (64/88 м/ж) человека.

## Географическое положение
Село Завадское является пригородом села Александровки и находится на правом берегу реки Гайворонка (Грайворонка), в месте впадения в него правого притока — балки Пархоменки, на левом склоне которой оно расположено; выше по течению Грайворонки к Завадскому примыкает село Широкий Яр, ниже по течению на расстоянии в 1 км расположено село Скорики, на противоположном берегу — сёла Александровка и Широкий Яр.
По селу протекает пересыхающий Пархоменский ручей, вдоль которого село вытянуто на 4 км.
Рядом с селом проходит автомобильная дорога Т-2103.
В 2-х км расположена железнодорожная станция Муравский.

## История
- 18 век — дата основания хутора Завадского.[1] Дата основания «1700 год» для всех сёл, входивших Александровский сельский совет: Завадское, Скорики, Тимофеевка и Широкий Яр, взята со старого сайта Верховной Рады и является неверной. Это возможная дата основания Кленово-Новосёловки (Александровки).
- Начало 20 века — пять хуторов вдоль балки Пархоменки,[4] в том числе Завадский, Ярзовой,[7] Кирюшин[8] и два безымянных, были объединены в село Завадское.